# Commiphora wightii
Il gugul (Commiphora wightii  (Arn.) Bhandari, 1965) è una pianta della famiglia delle Burseracee, da cui si estrae il bdèllio.

## Descrizione

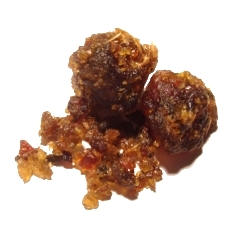
Resina di Gugul.

Pianta di aspetto cespuglioso o di albero alto fino a 2 metri dalla corteccia rugosa e sprovvisto di foglie perlomeno nei mesi caldi se non quasi tutto l'anno.
I suoi fiori sono rosa e producono una drupa che termina a punta.
Facendo delle incisioni sulla corteccia, fuoriesce una gommoresina chiamata bdèllio.

## Distribuzione e habitat
La specie è diffusa nel sud della penisola arabica (Oman e Yemen), nel Pakistan meridionale e in India.
Preferisce le zone semidesertiche, viene coltivata in Medio Oriente.

## Conservazione
La Lista rossa IUCN classifica Commiphora wightii come specie in pericolo critico di estinzione (Critically Endangered).

## Nomi in altre lingue
- Inglese: Salaitree, Gum-gugul, Indian Bedellium.
- Sanscrito: Guggula, Guggulu, Kou-shikaha.
- Hindu: Gugal, Gugala, Guggul.

## Utilizzi

### Usi medici
- Antinfiammatorio[senza fonte].
- Malattie e problemi della tiroide.[senza fonte]
- Contro l'arteriosclerosi.[senza fonte]
- Contro l'iperglicemia.[senza fonte]